# Войцеховице (гмина)
Войцеховице (пол. Wojciechowice) — сельская гмина (волость) в Польше, входит как административная единица в Опатувский повет, Свентокшиское воеводство. Население — 4544 человека (на 2004 год).

## Демография
| Перепись                       | Всего   | Всего | Женщины | Женщины | Мужчины | Мужчины |
| ------------------------------ | ------- | ----- | ------- | ------- | ------- | ------- |
| Единицы                        | человек | %     | человек | %       | человек | %       |
| Население                      | 4544    | 100   | 2279    | 50,2    | 2265    | 49,8    |
| Плотность населения (чел./км²) | 52,6    | 52,6  | 26,4    | 26,4    | 26,2    | 26,2    |

## Соседние гмины
1. Гмина Чмелюв
2. Гмина Липник
3. Гмина Опатув
4. Гмина Ожарув
5. Гмина Вильчице